# بيل تيت (ملاكم)
بيل تيت (بالإنجليزية: Bill Tate)‏ مواليد 19 سبتمبر 1896 في مونتغومري - الوفاة 10 أغسطس 1953، كان ملاكم محترف أمريكي صنّف ضمن فئة الوزن الثقيل.

## إحصائيات
خاض خلال مسيرته 50 نزالا، فاز في 27 وتعادل في 2 وخسر في 19. فاز بالضربة القاضية في 22 نزالا.

## روابط خارجية
- بيل تيت على موقع بوكس ريك (الإنجليزية) (registration required)